# Christmas (album av Kenny Rogers)
Christmas är ett julalbum från 1981 av Kenny Rogers.

## Översikt
Albumet innehåller flera tidigare redan kända sånger som "White Christmas", "When a Child is Born", "Carol of the Bells" and "My Favorite Things".  Flera nyskrivna julsånger fans också med, vilka blivit välkäna genom albumet.
Albumet innehöll även Kenny Rogers första julsingel, "Kentucky Home Made Christmas".
Albumet nådde som högst 10:e plats på den merikanska countrylistan Top Country Albums och 34:e plats på Billboard 200.

## Låtlista
1. Christmas Everyday (Pete McCann) [3:44]
2. Kentucky Homemade Christmas (Bill Caswell/Kin Vassy) [4:16]
3. Carol of the Bells (Mykola Dmytrovich Leontovich/Robet Manookin) [2:44]
4. Kids (Mac Davis) [2:44]
5. Sweet Little Jesus Boy (Bob MacGimsey) [3:04]
6. Christmas Is My Favorite Time of Year (Pete McCann) [2:44]
7. White Christmas (Irving Berlin) [2:50]
8. My Favorite Things (Oscar Hammerstein II/Richard Rodgers) [3:02]
9. O Holy Night ("Cantique de Noël") (Adolphe Adam/John Sullivan Dwight) [4:39]
10. When a Child Is Born (Fred Jay Zacar) [3:50]

## Nyutgåva

### Christmas Wishes
I visa delar av världen, bland annat USA och Storbritannien, bytte albumet namn till "Christmas Wishes" då det återlanserades 1985 med annan låtlista.  I vissa delar av världen förblev dock "Christmas" titeln.

#### Alternativ låtlista
1. White Christmas [2:47]
2. Carol of the Bells [2:43]
3. O Holy Night [4:38]
4. Christmas Everyday [3:42]
5. Kids (CD enbart) [2:42]
6. Kentucky Homemade Christmas [4:14]
7. Christmas Is My Favorite Time of Year [2:43]
8. Sweet Little Jesus Boy [3:03]
9. When a Child Is Born [3:49]
10. My Favorite Things (CD enbart) [2:59]

### Fotnoter
1. ↑  ”Kenny Rogers Chart History” (på engelska). Billboard. https://www.billboard.com/artist/kenny-rogers/. Läst 13 september 2022.